# Rio Lérez
O rio Lérez é um rio do oeste da comunidade autónoma da Galiza, Espanha, que percorre a província de Pontevedra. Nasce no Monte de San Bieito (Serra do Candán), na paróquia de Aciveiro, no concelho pontevedrense de Forcarei. Desagua no Oceano Atlântico, formando a ria de Pontevedra. Nesse percurso, percorre cerca de 60 km, passando pelas populações de Forcarei, Cerdedo, Campo Lameiro, Cotobade, Pontevedra.
Entre seus afluentes, destacam-se os rios Salgueiro, Cabaleiros, Grande, Ou Castro, Quireza e Almofrei.